# 第28回東京国際映画祭
第28回東京国際映画祭（だい28かいとうきょうこくさいえいがさい）は、2015年10月22日（木）から10月31日（土）の10日間に開催された東京国際映画祭。

## 概要
第28回東京国際映画祭は、2015年4月15日から7月6日の間にコンペティション部門の作品エントリーを受け付けた。
第28回東京国際映画祭は、まず2015年7月24日に、アニメーション企画が『機動戦士ガンダム』の特集上映であることが発表された。7月28日13時より記者会見が行われ、オープニング作品、クロージング作品、上映部門、審査員、開催会場、各種特集上映などが発表された。この記者会見の模様はニコニコ生放送によるライヴストリーミングで生中継された。9月18日には特別招待作品のラインナップが公式サイト上にて発表されたその後、9月29日に六本木アカデミーヒルズ49Fタワーホールにて13時から「第28回東京国際映画祭 ラインナップ発表会」が行われ、全作品のラインナップなどが発表された。
2015年の東京国際映画祭は、10月22日（木）から10月31日（土）の10日間に開催された。初日が木曜日なのは、第26回（2013年）から3回連続。ただし、第26回（2013年）と第27回（2014年）は最終日が金曜日で、9日間の開催だった。このため、映画祭期間中に土曜日が2回あるのは第25回（2012年）以来3年ぶり。なお、第28回の最終日の土曜日は、クロージング作品・グランプリ受賞作・観客賞受賞作・WOWOW賞受賞作の上映のみ。映画祭期間中に日曜日が1回しかないのは、第26回 - 第28回の3回のみ。
会期が10日間なのは第19回（2006年）以来9年ぶり。なお、第19回はオープニング前日のオープニング・イブを含めて10日間である。公式に会期が10日間なのは、第15回（2002年）以来の13年ぶり。また、会期が10日間に増えたこともあり、コンペティション部門の上映本数が第27回（2014年）までの15本から16本に増えた。コンペティション部門上映作に日本映画が3本選ばれ、3本以上上映されるのは第17回（2004年）以来11年ぶり。
東京の六本木・新宿・銀座で開催された。六本木が主要会場になるのは、第17回（2004年）から12回連続。新宿で開催されるのは初めて。新宿での上映は、新宿の3会場いずれも10月23日（金） - 10月29日（木）の7日間のみ。銀座で開催されるのは第27回（2014年）に続いて2回目。銀座での上映は、10月26日（月）の1プログラムのみ。
上映会場には、2015年春に改装されたTOHOシネマズ六本木ヒルズ（スクリーン1 - 3・7 - 9、なおスクリーン8・9は改装前のスクリーン6・5）、新宿バルト9（シアター2・3・5、ただし5は1プログラムのみ）、新宿ピカデリー（シアター1・3・4・5、ただし1はオールナイトの1プログラムのみ、3は5プログラムのみ）、2015年4月に開館したTOHOシネマズ新宿（スクリーン5 - 6）、歌舞伎座（1プログラムのみ）が使われた（「生誕100年 オーソン・ウェルズ ― 天才の発見」は京橋の東京国立近代美術館フィルムセンター 大ホールにて11月8日まで開催）。
自主企画として行われる部門は、コンペティション、アジアの未来、日本映画スプラッシュ、特別招待作品、パノラマ、ワールド・フォーカス、国際交流基金アジアセンターpresents「CROSSCUT ASIA #02 熱風!フィリピン」、ブリランテ・メンドーサの世界、Japan Now、日本映画クラシックス、第28回東京国際映画祭プレゼンツ 歌舞伎座 スペシャルナイト、寺山修司生誕80年　TERAYAMA FILMS、追悼特集「高倉健と生きた時代」、ガンダムとその世界、生誕100年 オーソン・ウェルズ -- 天才の発見、日本のいちばん怖い夜〜Jホラー降臨。その他に共催／提携企画が行われた。
この第28回から新設された部門は「パノラマ」「Japan Now」「日本映画クラシックス」の3部門。
「パノラマ」は、従来の「特別招待作品」部門を「特別招待作品」部門と「パノラマ」の2つに分けることで誕生した。従来の「特別招待作品」部門同様、日本で劇場公開が決定済みの作品を中心に上映される。
「Japan Now」では、前年の東京国際映画祭以降の1年間に日本で劇場公開された映画を中心に上映される。「監督特集〈原田眞人の世界〉」を除くと、11本中8本が映画祭前に劇場公開済みの作品である。
「日本映画クラシックス」は、日本映画の旧作を上映する部門。第8回（1995年）から第21回（2008年）までも「ニッポン・シネマ・クラシック」などの名前で同様の部門があった。第28回では、フィルムをデジタル・リストアして、デジタル上映される。
第28回のコンペティション部門の最高賞は「東京 グランプリ」。第2回（1987年）から第17回（2004年）までの名称が、第27回（2014年）に引き続いて採用された。
オープニング作品は『ザ・ウォーク』、クロージング作品は『起終点駅 ターミナル』。『ザ・ウォーク』のロバート・ゼメキス監督は、自身の監督作である1989年の映画『バック・トゥ・ザ・フューチャー PART2』に登場する2015年10月21日（この日はアメリカでも関連イベントなどが多数催された）を東京国際映画祭のオープニングに出るため日本で過ごした。クロージング作品の上映が映画祭最終日になるのは、第25回（2012年）以来3年ぶり。
第28回東京国際映画祭では、東京国際映画祭として初めて4D上映が行われる。TOHOシネマズ六本木ヒルズの2015年の改装によりMX4Dシアターとして6月26日にオープンしたスクリーン8（改装前のスクリーン6）にて、「ガンダムとその世界」内の1プログラムにて2回の4D上映が行われる。なお、この作品は3D作品ではないため、2D作品による4D上映である。また、スクリーン8での上映は映画祭期間中20回以上行われるが、4D上映はこの1プログラムのみ。
東京国際映画祭は、2015年5月に上海国際映画祭と協力提携した。これにより、2015年6月に行われた第18回上海国際映画祭にて、第27回東京国際映画祭で上映された日本映画が何本か上映された。また、第28回東京国際映画祭では、上海国際映画祭に関連した映画が3本上映される。
チケット価格は、特別招待作品が第26回（2013年）と第27回（2014年）の一般2000円（学生前売り1500円/学生当日500円）から一般2500円（学生前売り2000円/学生当日2000円）になるなど、いくつかの部門で値上げされた。
第25回（2012年）で初めて行われた電子チケットサービスによるチケット販売が、第27回でも引き続き行われる。
第27回（2014年）で新設された「WOWOW賞」（コンペティション部門の賞で、選考委員は有料放送局WOWOWの加入者6名）は、第28回でも引き続き行われる。
第28回から「“ARIGATŌ（ありがとう）”賞」が新設された。日本映画界へ貢献している人々に贈る賞で、5人が受賞した。
コンペティション部門のプログラミング・ディレクターは矢田部吉彦。アジアの未来部門は石坂健治。

## 上映作品
ワールド・プレミアは世界初上映、インターナショナル・プレミアは製作国以外で初上映、アジアン・プレミアはアジアにて初上映となったことを意味する。
原則として英語字幕・日本語字幕付き（ただし、英語の台詞には日本語字幕のみ、日本語の台詞には英語字幕のみ）での上映だが、一部の作品では英語字幕無しでの上映となる。
コンペティション部門から「日本のいちばん怖い夜」部門の上映作品および共催・提携企画の上映作品は、下表のとおりであり、作品の詳細については、映画祭公式サイトから、部門・特集別に検索して参照することができる。

### コンペティション
| 上映題 （劇場公開題・DVD題）                        | 英語題 （原題）                                               | 監督                               | 製作国                                               | 備考                                                                                                   |
| --------------------------------------------------- | ------------------------------------------------------------- | ---------------------------------- | ---------------------------------------------------- | --- |
| スリー・オブ・アス                                  | All Three of Us (NOUS TROIS OU RIEN )                         | ケイロン                           | フランス                                             | 審査員特別賞 受賞 アジアン・プレミア上映                                                               |
| ボーン・トゥ・ビー・ブルー （ブルーに生まれついて） | Born To be Blue                                               | ロバート・バドロー                 | アメリカ合衆国 · カナダ · イギリス                   | アジアン・プレミア上映 2016年11月26日に日本で劇場公開                                                  |
| カランダールの雪                                    | Cold of Kalandar (Kalandar Soğuğu )                           | ムスタファ・カラ                   | トルコ · ハンガリー                                  | 最優秀監督賞 受賞 WOWOW賞 受賞 ワールド・プレミア上映                                                  |
| 家族の映画                                          | Family Film (Rodinný film )                                   | オルモ・オメルズ                   | チェコ · ドイツ · スロベニア · フランス · スロバキア | 最優秀芸術貢献賞 受賞 アジアン・プレミア上映                                                           |
| FOUJITA                                             | FOUJITA                                                       | 小栗康平                           | 日本 · フランス                                      | ワールド・プレミア上映 2015年11月14日に日本で劇場公開                                                  |
| フル・コンタクト                                    | Full Contact                                                  | ダビッド・フェルベーク             | オランダ · クロアチア                                | アジアン・プレミア上映                                                                                 |
| ガールズ・ハウス                                    | The Girl's House (Khaneye Dokhtar )                           | シャーラム・シャーホセイニ         | イラン                                               | インターナショナル・プレミア上映                                                                       |
| 神様の思し召し                                      | God Willing (Se Dio Vuole )                                   | エドアルド・ファルコーネ           | イタリア                                             | 観客賞 受賞 インターナショナル・プレミア上映 2016年8月27日に日本で劇場公開                             |
| 残穢【ざんえ】-住んではいけない部屋-                | The Inerasable                                                | 中村義洋                           | 日本                                                 | ワールド・プレミア上映 2016年1月30日に日本で劇場公開                                                   |
| 地雷と少年兵 （ヒトラーの忘れもの）                 | Land of Mine (Under Sandet )                                  | マーチン・ピータ・サンフリト       | デンマーク · ドイツ                                  | 最優秀男優賞 受賞 アジアン・プレミア上映 2016年に『ヒトラーの忘れもの』の邦題で公開                    |
| モンスター・ウィズ・サウザン・ヘッズ                | A Monster with a Thousand Heads (Un Monstruo de mil cabezas ) | ロドリゴ・プラ                     | メキシコ                                             | アジアン・プレミア上映                                                                                 |
| ぼくの桃色の夢                                      | My Original Dream (我的青春期 )                               | ハオ・ジエ                         | 中華人民共和国                                       | ワールド・プレミア上映                                                                                 |
| ニーゼ （ニーゼと光のアトリエ）                     | Nise - The Heart of Madness (Nise - O Coração da Loucura )    | ホベルト・ベリネール               | ブラジル                                             | 東京 グランプリ 受賞 最優秀女優賞 受賞 インターナショナル・プレミア上映 2016年12月17日に日本で劇場公開 |
| ルクリ                                              | Roukli (Roukli )                                              | ヴェイコ・オウンプー               | エストニア                                           | アジアン・プレミア上映                                                                                 |
| さようなら                                          | Sayonara                                                      | 深田晃司                           | 日本                                                 | ワールド・プレミア上映 2015年11月21日に日本で劇場公開                                                  |
| スナップ                                            | Snap (SA-NAP )                                                | コンデート・ジャトゥランラッサミー | タイ                                                 | ワールド・プレミア上映                                                                                 |

### アジアの未来
| 上映題 （劇場公開題・DVD題）   | 英語題 （原題）                             | 監督                     | 製作国         | 備考                                                         |
| ------------------------------ | ------------------------------------------- | ------------------------ | -------------- | ------------------------------------------------------------ |
| 俳優 亀岡拓次                  | The Actor                                   | 横浜聡子                 | 日本           | ワールド・プレミア上映 2016年1月30日に日本で劇場公開         |
| 三日月                         | The Crescent Moon (Mencari Hilal )          | イスマイル・バスベス     | インドネシア   | インターナショナル・プレミア上映                             |
| If Only                        | If Only (Kaash )                            | イシャーン・ナーイル     | インド         | ワールド・プレミア上映                                       |
| 孤島の葬列                     | The Island Funeral (Maha Samut Lae Susaan ) | ピムパカー・トーウィラ   | タイ           | 作品賞 受賞 ワールド・プレミア上映                           |
| The Kids                       | The Kids (小孩 )                            | サニー・ユイ             | 中華民国       | インターナショナル・プレミア上映                             |
| レイジー・ヘイジー・クレイジー | Lazy Hazy Crazy (同班同學 )                 | ジョディ・ロック         | 香港           | ワールド・プレミア上映                                       |
| 俺の心臓を撃て                 | Shoot Me in the Heart (내 심장을 쏴라 )     | ムン・ジェヨン           | 大韓民国       | インターナショナル・プレミア上映                             |
| 告別                           | A Simple Goodbye (告别 )                    | デグナー                 | 中華人民共和国 | 国際交流基金アジアセンター特別賞 受賞 ワールド・プレミア上映 |
| 父のタラップ車                 | Stair Dad (Merdiven Baba )                  | ハサン・トルガ・プラット | トルコ         | インターナショナル・プレミア上映                             |
| 少年バビロン                   | Young Love Lost (少年巴比伦 )               | シアン・グオチアン       | 中華人民共和国 | インターナショナル・プレミア上映 協力: 上海国際映画祭        |

### 日本映画スプラッシュ
| 上映題 （劇場公開題・DVD題）     | 英語題                 | 監督       | 製作国 | 備考                                                             |
| -------------------------------- | ---------------------- | ---------- | ------ | ---------------------------------------------------------------- |
| アレノ                           | areno - the wilderness | 越川道夫   | 日本   | ワールド・プレミア上映 2015年11月21日に日本で劇場公開            |
| 下衆の愛                         | Lowlife Love           | 内田英治   | 日本   | ワールド・プレミア上映 2016年4月2日に日本で劇場公開              |
| ケンとカズ                       | Ken and Kazu           | 小路紘史   | 日本   | 作品賞 受賞 ワールド・プレミア上映 2016年7月30日に日本で劇場公開 |
| 知らない、ふたり                 | Their Distance         | 今泉力哉   | 日本   | ワールド・プレミア上映 2016年1月9日に日本で劇場公開              |
| スプリング、ハズ、カム           | Spring Has Come        | 吉野竜平   | 日本   | ワールド・プレミア上映 2017年2月18日に日本で劇場公開             |
| 友だちのパパが好き               | Her Father, My Lover   | 山内ケンジ | 日本   | ワールド・プレミア上映 2015年12月19日に日本で劇場公開            |
| 七日                             | 7Days                  | 渡辺紘文   | 日本   | ワールド・プレミア上映 2017年9月23日に日本で劇場公開             |
| 走れ、絶望に追いつかれない速さで | Tokyo Sunrise          | 中川龍太郎 | 日本   | ワールド・プレミア上映 2016年6月4日に日本で劇場公開              |

### 特別招待作品
| 上映題 （劇場公開題・DVD題） | 英語題 （原題）        | 監督                                | 製作国                           | 備考                                                  |
| ---------------------------- | ---------------------- | ----------------------------------- | -------------------------------- | ----------------------------------------------------- |
| ザ・ウォーク                 | The Walk               | ロバート・ゼメキス                  | アメリカ合衆国                   | オープニング作品 3D上映 2016年1月23日に日本で劇場公開 |
| 起終点駅 ターミナル          | TERMINAL               | 篠原哲雄                            | 日本                             | クロージング作品 2015年11月7日に日本で劇場公開        |
| エベレスト 3D                | EVEREST                | バルタザール・コルマウクル          | アメリカ合衆国 · イギリス        | 3D上映 2015年11月6日に日本で劇場公開                  |
| 黄金のアデーレ 名画の帰還    | Woman in Gold          | サイモン・カーティス                | アメリカ合衆国 · イギリス        | 2015年11月27日に日本で劇場公開                        |
| 劇場版 MOZU                  | MOZU                   | 羽住英一郎                          | 日本                             | ワールド・プレミア上映 2015年11月7日に日本で劇場公開  |
| サヨナラの代わりに           | You're Not You         | ジョージ・C・ウルフ                 | アメリカ合衆国                   | 2015年11月7日に日本で劇場公開                         |
| シーズンズ 2万年の地球旅行   | SEASONS (LES SAISONS ) | ジャック・ペラン ジャック・クルーゾ | フランス                         | ワールド・プレミア上映 2016年1月15日に日本で劇場公開  |
| ディーン、君がいた瞬間(とき) | LIFE                   | アントン・コービン                  | カナダ · ドイツ · オーストラリア | 2015年12月19日に日本で劇場公開                        |

### パノラマ
| 上映題 （劇場公開題・DVD題）                                                   | 英語題 （原題）                                                         | 監督                                                                   | 製作国                | 備考 |
| ------------------------------------------------------------------------------ | ----------------------------------------------------------------------- | ---------------------------------------------------------------------- | --------------------- | --- |
| 亜人 -衝動-                                                                    | AJIN: DEMI‐HUMAN-Compel                                                 | 瀬下寛之（総監督） 安藤裕章（監督）                                    | 日本                  | ワールド・プレミア上映 2015年11月27日に日本で劇場公開                                                                 |
| イザベラ・ロッセリーニのグリーン・ポルノ                                       | Isabella Rossellini's Green Porno Live!                                 | ジョディ・シャピーロ                                                   | アメリカ合衆国 · 日本 | アジアン・プレミア上映 2015年11月7日にWOWOWにて放映                                                                   |
| イングリッド・バーグマン (仮題) （イングリッド・バーグマン〜愛に生きた女優〜） | INGRID BERGMAN - IN HER OWN WORDS (JAG ÄR INGRID )                      | スティーグ・ビョークマン                                               | スウェーデン          | |
| WE ARE Perfume -WORLD TOUR 3rd DOCUMENT                                        | WE ARE Perfume -WORLD TOUR 3rd DOCUMENT                                 | 佐渡岳利                                                               | 日本                  | ワールド・プレミア上映 2015年10月31日に日本で劇場公開                                                                 |
| 映画Go!プリンセスプリキュア Go!Go!!豪華3本立て!!!                              | Go! Princess Pretty Cure the Movie Go! Go!! Gorgeous Triple Feature!!!  | 座古明史 宮本浩史 貝澤幸男                                             | 日本                  | ワールド・プレミア上映 英語字幕無しで上映 2015年10月31日に日本で劇場公開                                              |
| ガラスの花と壊す世界                                                           | Garakowa -Restore The World-                                            | 石浜真史                                                               | 日本                  | ワールド・プレミア上映 2016年1月9日に日本で劇場公開                                                                   |
| KAMPAI! FOR THE LOVE OF SAKE                                                   | KAMPAI! FOR THE LOVE OF SAKE                                            | 小西未来                                                               | 日本                  | アジアン・プレミア上映                                                                                                |
| 99分、世界美味めぐり                                                           | FOODIES                                                                 | トーマス・ジャクソン シャーロット・ランデリウス ヘンリック・ストッカレ | スウェーデン          | 2016年1月30日に日本で劇場公開                                                                                         |
| 劇場版「媚空-ビクウ-」                                                         | BIKUU THE MOVIE                                                         | 大橋明                                                                 | 日本                  | ワールド・プレミア上映 2015年11月14日に日本で劇場公開                                                                 |
| 桜ノ雨                                                                         | Cherry Blossom Memories                                                 | ウエダアツシ                                                           | 日本                  | ワールド・プレミア上映 2016年3月5日に日本で劇場公開                                                                   |
| ジョーのあした-辰𠮷𠀋一郎との20年-                                             | Joe,Tomorrow–20 years with JoichiroTatsuyoshi, a Legendary Boxing Champ | 阪本順治                                                               | 日本                  | ワールド・プレミア上映                                                                                                |
| Dark Places (原題)                                                             | Dark Places                                                             | ジル・パケ＝ブランネール                                               | フランス              | |
| ちえりとチェリー                                                               | Chieri and Cherry                                                       | 中村誠                                                                 | 日本                  | 『ちえりとチェリー』（54分）、『チェブラーシカ 動物園へ行く』（18分）併せて上映 2作品とも2015年秋に日本で劇場公開予定 |
| チェブラーシカ 動物園へ行く                                                    | Cheburashka Goes to the Zoo                                             | 中村誠                                                                 | 日本                  | 『ちえりとチェリー』（54分）、『チェブラーシカ 動物園へ行く』（18分）併せて上映 2作品とも2015年秋に日本で劇場公開予定 |
| の・ようなもの のようなもの                                                    | Something Like Something Like It                                        | 杉山泰一                                                               | 日本                  | ワールド・プレミア上映 2016年1月16日に日本で劇場公開                                                                  |
| パディントン                                                                   | PADDINGTON                                                              | ポール・キング                                                         | イギリス              | 2016年1月15日に日本で劇場公開                                                                                         |
| ビースト・オブ・ノー・ネーション                                               | Beasts of No Nation                                                     | キャリー・ジョージ・フクナガ                                           | アメリカ合衆国        | アジアン・プレミア上映                                                                                                |
| ラスト・ナイツ                                                                 | LAST KNIGHTS                                                            | 紀里谷和明                                                             | アメリカ合衆国        | 2015年11月14日に日本で劇場公開                                                                                        |
| わたしはマララ                                                                 | HE NAMED ME MALALA                                                      | デイヴィス・グッゲンハイム                                             | アメリカ合衆国        | 2015年12月11日に日本で劇場公開                                                                                        |

### ワールド・フォーカス
| 上映題 （劇場公開題・DVD題）                  | 英語題 （原題）                                                       | 監督                                        | 製作国                                             | 備考 |
| --------------------------------------------- | --------------------------------------------------------------------- | ------------------------------------------- | -------------------------------------------------- | --- |
| パティーとの二十一夜                          | 21 Nights with Pattie (21 NUITS AVEC PATTIE )                         | アルノー・ラリユー ジャン＝マリー・ラリユー | フランス                                           | アジアン・プレミア上映                                                                                       |
| ミューズ・アカデミー                          | The Academy of the Muses (L'Accademia delle Muse )                    | ホセ・ルイス・ゲリン                        | スペイン                                           | |
| 私の血に流れる血                              | Blood of My Blood (Sangue Del Mio Sangue )                            | マルコ・ベロッキオ                          | イタリア · フランス · スイス                       | アジアン・プレミア上映 ベネチア映画祭 国際批評家連盟賞受賞                                                   |
| ボディ （君はひとりじゃない）                 | Body (Cialo )                                                         | マウゴジャタ・シュモフスカ                  | ポーランド                                         | 第65回ベルリン国際映画祭 銀熊賞（監督賞）                                                                    |
| コスモス                                      | Cosmos                                                                | アンジェイ・ズラウスキ                      | フランス · ポルトガル                              | アジアン・プレミア上映                                                                                       |
| 灼熱の太陽                                    | The High Sun (ZVIZDAN )                                               | ダリボル・マタニッチ                        | クロアチア · スロベニア · セルビア                 | |
| ジャクソン・ハイツ                            | In Jackson Heights                                                    | フレデリック・ワイズマン                    | アメリカ合衆国                                     | |
| 土と影                                        | Land and Shade (La tierra y la sombra )                               | セサル・アウグスト・アセベド                | コロンビア · フランス · オランダ · チリ · ブラジル | アジアン・プレミア上映 ラテンビート映画祭共催上映 （2015年10月・11月開催の第12回ラテンビート映画祭でも上映） |
| シュナイダーVSバックス                        | SCHNEIDER VS BAX (SCHNEIDER VS BAX )                                  | アレックス・ファン・ヴァーメルダム          | オランダ · ベルギー                                | アジアン・プレミア上映                                                                                       |
| タンジェリン                                  | Tangerine                                                             | ショーン・ベイカー                          | アメリカ合衆国                                     | |
| シム氏の大変な私生活                          | The Terrible Privacy of Mr. Sim (La vie très privée de Monsieur Sim ) | ミシェル・ルクレール                        | フランス                                           | |
| ヴィクトリア                                  | Victoria                                                              | ゼバスティアン・シッパー                    | ドイツ                                             | |
| 少年班                                        | The Ark of Mr. Chow (少年班 )                                         | シャオ・ヤン                                | 中華人民共和国                                     | 上海国際映画祭推薦作                                                                                         |
| 錯乱                                          | Frenzy (Abluka )                                                      | エミン・アルペル                            | トルコ · フランス · カタール                       | |
| 民族の師 チョクロアミノト                     | The Hijra (Guru Bangsa Tjokroaminoto )                                | ガリン・ヌグロホ                            | インドネシア                                       | インターナショナル・プレミア上映                                                                             |
| ジャイ・ホー〜A.R.ラフマーンの音世界          | JAI HO - A Film on AR Rahman                                          | ウメーシュ・アグルワール                    | インド                                             | |
| OK Darling                                    | O Kadhal Kanmani (O Kadhal Kanmani )                                  | マニラトナム                                | インド                                             | |
| 今は正しくあの時は間違い                      | Right Now, Wrong Then (지금은맞고그때는틀리다 )                       | ホン・サンス                                | 大韓民国                                           | |
| 河                                            | River (Gtsngbo/河 )                                                   | ソンタルジャ                                | 中華人民共和国                                     | 上海国際映画祭推薦作                                                                                         |
| 破風                                          | To the Fore (破風 )                                                   | ダンテ・ラム                                | 香港 · 中華人民共和国                              | |
| 風の中の家族                                  | Where the Wind Settles (風中家族 )                                    | ワン・トン                                  | 中華民国                                           | |
| 百日草 （百日告別）                           | Zinnia Flower (百日告別 )                                             | トム・リン                                  | 中華民国                                           | |
| ディスカバー亜州電影 Discovering Asian Cinema |                                                                       |                                             |                                                    | |
| 古井戸                                        | Old Well [Digitally Restored Version] (老井 )                         | ウー・ティエンミン                          | 中華人民共和国                                     | 1987年の作品 デジタル・リストア版での上映                                                                    |

### CROSSCUT ASIA
| 上映題 （劇場公開題・DVD題）                                | 英語題 （タガログ語題）                                                         | 監督                     | 製作国                | 備考 |
| ----------------------------------------------------------- | ------------------------------------------------------------------------------- | ------------------------ | --------------------- | --- |
| バロットの大地                                              | Balut Country                                                                   | ポール・サンタ・アナ     | フィリピン            | インターナショナル・プレミア上映                                                                                                   |
| お里帰り                                                    | BalikBayan#1 Memories of Overdevelopment Redux III.5 (Working Title, 1979-2015) | キドラット・タヒミック   | フィリピン            | |
| インビジブル                                                | Invisible (Imbisibol )                                                          | ローレンス・ファハルド   | 日本 · フィリピン     | 第25回アジアフォーカス・福岡国際映画祭（2015年） 上映作品 全編日本でのロケ作品。                                                   |
| キッド・クラフ〜少年パッキャオ                              | Kid Kulafu                                                                      | ポール・ソリアーノ       | フィリピン            | |
| ディスカバー亜州電影 Discovering Asian Cinema               |                                                                                 |                          |                       | |
| 奇跡の女                                                    | Miracle [Digitally Restored Version] (Himala )                                  | イシュマエル・ベルナール | フィリピン            | 1982年の作品 デジタル・リストア版での上映                                                                                          |
| ブリランテ・メンドーサの世界 The World of Brilliant Mendoza |                                                                                 |                          |                       | |
| 罠（わな）〜被災地に生きる                                  | Trap (Taklub )                                                                  | ブリランテ・メンドーサ   | フィリピン            | 2015年の作品。 ヨランダの直撃を受けたタクロバン市を舞台にした劇作品。 カンヌ国際映画祭2015「ある視点」部門スペシャル・メンション。 |
| フォスター・チャイルド                                      | Foster Child                                                                    | ブリランテ・メンドーサ   | フィリピン            | 2007年の作品 |
| サービス                                                    | Service (Serbis )                                                               | ブリランテ・メンドーサ   | フィリピン · フランス | 2008年の作品 |
| グランドマザー                                              | Grandmother (LOLA )                                                             | ブリランテ・メンドーサ   | フランス · フィリピン | 2009年の作品 協力: アジアフォーカス・福岡国際映画祭                                                                                |
| 汝が子宮                                                    | Thy Womb (Sinapupunan )                                                         | ブリランテ・メンドーサ   | フィリピン            | 2012年の作品 |

### Japan Now
| 日本語題                | 英語題                   | 監督     | 製作国 | 備考                            |
| ----------------------- | ------------------------ | -------- | ------ | ------------------------------- |
| 海街diary               | Our Little Sister        | 是枝裕和 | 日本   | 2015年6月13日に日本で劇場公開 † |
| 家族はつらいよ          |                          | 山田洋次 | 日本   | 2016年3月12日に日本で劇場公開   |
| 恋人たち                | Three Stories of Love    | 橋口亮輔 | 日本   | 2015年11月14日に日本で劇場公開  |
| 百日紅 〜Miss HOKUSAI〜 | Sarusuberi: Miss Hokusai | 原恵一   | 日本   | 2015年5月9日に日本で劇場公開 †  |
| トイレのピエタ          | PIETA IN THE TOILET      | 松永大司 | 日本   | 2015年6月6日に日本で劇場公開 †  |
| 野火                    | FIRES ON THE PLAIN       | 塚本晋也 | 日本   | 2015年7月25日に日本で劇場公開 † |
| バケモノの子            | THE BOY AND THE BEAST    | 細田守   | 日本   | 2015年7月11日に日本で劇場公開 † |
| ピンクとグレー          | Pink and Gray            | 行定勲   | 日本   | 2016年1月9日に日本で劇場公開    |
| 味園ユニバース          | La La La at Rock Bottom  | 山下敦弘 | 日本   | 2015年2月14日に日本で劇場公開 † |
| ラブ&ピース             | LOVE & PEACE             | 園子温   | 日本   | 2015年6月27日に日本で劇場公開 † |
| 0.5ミリ                 | 0.5㎜                    | 安藤桃子 | 日本   | 2014年11月8日に日本で劇場公開 † |

†：第28回東京国際映画祭の開催前に日本で劇場公開済みの作品

#### 監督特集〈原田眞人の世界〉
| 上映題 （劇場公開題・DVD題） | 英語題 （原題）        | 監督     | 製作国 | 備考                                                |
| ---------------------------- | ---------------------- | -------- | ------ | --------------------------------------------------- |
| KAMIKAZE TAXI                | KAMIKAZE TAXI          | 原田眞人 | 日本   | 1995年の作品 インターナショナル・バージョンでの上映 |
| クライマーズ・ハイ           | Climber's High         | 原田眞人 | 日本   | 2008年の作品 2008年7月5日に日本で劇場公開           |
| わが母の記                   | Chronicle of My Mother | 原田眞人 | 日本   | 2011年の作品 2012年4月28日に日本で劇場公開          |
| 駆込み女と駆出し男           | KAKEKOMI               | 原田眞人 | 日本   | 2015年5月16日に日本で劇場公開                       |
| 日本のいちばん長い日         | The Emperor in August  | 原田眞人 | 日本   | 2015年8月8日に日本で劇場公開                        |

### 日本映画クラシックス
| 日本語題                            | 英語題                                         | 監督     | 製作国 | 備考 |
| ----------------------------------- | ---------------------------------------------- | -------- | ------ | --- |
| 乱                                  | RAN                                            | 黒澤明   | 日本   | 1985年の作品 4Kデジタル復元版での上映 |
| 炎上                                | Conflagration                                  | 市川崑   | 日本   | 市川崑 生誕100年記念 上映 『炎上』（1958年/99分）は4Kデジタル復元版での上映 『日本と日本人』（1970年/20分） 『花より團子シリーズ第三話 弱虫珍選組』（1935年/5分） 3作併せて上映 |
| 日本と日本人                        | Japan and the Japanese                         | 市川崑   | 日本   | 市川崑 生誕100年記念 上映 『炎上』（1958年/99分）は4Kデジタル復元版での上映 『日本と日本人』（1970年/20分） 『花より團子シリーズ第三話 弱虫珍選組』（1935年/5分） 3作併せて上映 |
| 花より團子シリーズ第三話 弱虫珍選組 | Yowamushi Chinsengumi                          | 市川崑   | 日本   | 市川崑 生誕100年記念 上映 『炎上』（1958年/99分）は4Kデジタル復元版での上映 『日本と日本人』（1970年/20分） 『花より團子シリーズ第三話 弱虫珍選組』（1935年/5分） 3作併せて上映 |
| 大怪獣空中戦 ガメラ対ギャオス       | Giant Monster Mid-Air Battle: Gamera vs. Gyaos | 湯浅憲明 | 日本   | 1967年の作品 デジタル・リマスター版での上映 |
| ガメラ 大怪獣空中決戦               | Gamera - The Guardian of the Universee         | 金子修介 | 日本   | 1995年の作品 4Kデジタル・リストア版での上映 |
| ガメラ2 レギオン襲来                | Gamera 2 - Assault of the Legion               | 金子修介 | 日本   | 1996年の作品 4Kデジタル・リストア版での上映 |
| ガメラ3 邪神〈イリス〉覚醒          | Gamera 3 - Revenge of Iris                     | 金子修介 | 日本   | 1999年の作品 4Kデジタル・リストア版での上映 |

### 歌舞伎座スペシャルナイト
| 日本語題         | 英語題                            | 監督   | 製作国 | 備考                                                                                         |
| ---------------- | --------------------------------- | ------ | ------ | -------------------------------------------------------------------------------------------- |
| 虎の尾を踏む男達 | THEY WHO STEP ON THE TIGER'S TAIL | 黒澤明 | 日本   | 1945年の作品 歌舞伎座にて開催 片岡愛之助による舞踊「雨の五郎」付き 料金10,000円 特製弁当付き |

### 寺山修司生誕80年 TERAYAMA FILMS
| 日本語題             | 英語題                                           | 監督     | 製作国 | 備考         |
| -------------------- | ------------------------------------------------ | -------- | ------ | ------------ |
| 書を捨てよ町へ出よう | Throw Away Your Books, Let's Go into the Streets | 寺山修司 | 日本   | 1971年の作品 |
| 田園に死す           | Pastoral Hide and Seek                           | 寺山修司 | 日本   | 1974年の作品 |
| 草迷宮               | Labyrinth in the Field                           | 寺山修司 | 日本   | 1979年の作品 |
| さらば箱舟           | Farewell to the Ark                              | 寺山修司 | 日本   | 1984年の作品 |

### 追悼特集「高倉健と生きた時代」
| 日本語題              | 英語題 （原題）                                   | 監督                      | 製作国                | 備考         |
| --------------------- | ------------------------------------------------- | ------------------------- | --------------------- | ------------ |
| 日本侠客伝            | Japanese Yakuza                                   | マキノ雅弘                | 日本                  | 1964年の作品 |
| 網走番外地            | Abashiri Prison                                   | 石井輝男                  | 日本                  | 1965年の作品 |
| 昭和残侠伝 唐獅子牡丹 | Brutal Tale of Chivalry Part 2                    | 佐伯清                    | 日本                  | 1966年の作品 |
| 君よ憤怒の河を渉れ    | HOT PURSUIT                                       | 佐藤純彌                  | 日本                  | 1976年の作品 |
| 幸福の黄色いハンカチ  | The Yellow Handkerchief                           | 山田洋次                  | 日本                  | 1977年の作品 |
| 野性の証明            | Proof of Wildness                                 | 佐藤純彌                  | 日本                  | 1978年の作品 |
| 遙かなる山の呼び声    | A Distant Cry From Spring                         | 山田洋次                  | 日本                  | 1980年の作品 |
| 駅 STATION            | STATION                                           | 降旗康男                  | 日本                  | 1981年の作品 |
| 鉄道員（ぽっぽや）    | POPPOYA -RAILROAD MAN-                            | 降旗康男                  | 日本                  | 1999年の作品 |
| 単騎、千里を走る。    | Riding Alone for Thousands of Miles (千里走単騎 ) | チャン・イーモウ 降旗康男 | 中華人民共和国 · 日本 | 2005年の作品 |

### ガンダムとその世界
| 日本語題                                                  | 英語題                                                                  | 監督 | 製作国 | 備考         |
| --------------------------------------------------------- | ----------------------------------------------------------------------- | --- | ------ | ------------ |
| 機動戦士ガンダム                                          | MOBILE SUIT GUNDAM                                                      | | 日本   | 1981年の作品 |
| 機動戦士ガンダムII 哀・戦士編                             | MOBILE SUIT GUNDAM II SOLDIERS OF SORROW                                | 1981年の作品 | 日本   |              |
| 機動戦士ガンダムIII めぐりあい宇宙編                      | MOBILE SUIT GUNDAM III ENCOUNTERS IN SPACE                              | 1982年の作品 | 日本   |              |
| 機動戦士ΖガンダムI A New Translation 星を継ぐ者           | MOBILE SUIT Ζ GUNDAM A NEW TRANSLATION - HEIRS TO THE STARS             | 2005年の作品 | 日本   |              |
| 機動戦士ΖガンダムII A New Translation 恋人たち            | MOBILE SUIT Ζ GUNDAM A NEW TRANSLATION - LOVERS                         | 2005年の作品 | 日本   |              |
| 機動戦士ΖガンダムIII A New Translation 星の鼓動は愛       | MOBILE SUIT Ζ GUNDAM A NEW TRANSLATION - LOVE IS THE PULSE OF THE STARS | 2006年の作品 | 日本   |              |
| 機動戦士ガンダム 逆襲のシャア                             | MOBILE SUIT GUNDAM CHAR'S COUNTERATTACK                                 | 『機動戦士ガンダム 逆襲のシャア』（1988年/120分）、『機動戦士SDガンダム』（17分）を併せて上映                                     | 日本   |              |
| 機動戦士SDガンダム                                        | MOBILE SUIT SD GUNDAM                                                   | 『機動戦士ガンダム 逆襲のシャア』（1988年/120分）、『機動戦士SDガンダム』（17分）を併せて上映                                     | 日本   |              |
| 機動戦士ガンダム F91                                      | MOBILE SUIT GUNDAM F91                                                  | 『機動戦士ガンダム F91』（1991年/115分）、 『武者・騎士・コマンド SDガンダム緊急出撃』（14分）を併せて上映                        | 日本   |              |
| 武者・騎士・コマンド SDガンダム緊急出撃                   | MUSHA KNIGHT COMMANDO: SD GUNDAM SCRAMBLE                               | 『機動戦士ガンダム F91』（1991年/115分）、 『武者・騎士・コマンド SDガンダム緊急出撃』（14分）を併せて上映                        | 日本   |              |
| ガンダム Gのレコンギスタ（#1-#3、#26）                    | GUNDAM RECONGUISTA IN G (#1-#3、#26)                                    | 「ガンダム Gのレコンギスタ」（91分）、 『Ring of GUNDAM』（6分）を併せて上映                                                      | 日本   |              |
| Ring of GUNDAM                                            | RING OF GUNDAM                                                          | 「ガンダム Gのレコンギスタ」（91分）、 『Ring of GUNDAM』（6分）を併せて上映                                                      | 日本   |              |
| ∀ガンダムI 地球光                                         | TURN A GUNDAM I EARTH LIGHT                                             | 2002年の作品 | 日本   |              |
| ∀ガンダムII 月光蝶                                        | TURN A GUNDAM II MOON BUTTERFLY                                         | 2002年の作品 | 日本   |              |
| 機動戦士ガンダム THE ORIGIN I 青い瞳のキャスバル          | MOBILE SUIT GUNDAM: THE ORIGIN I BLUE-EYED CASVAL                       | 2015年の作品 63分の作品 | 日本   |              |
| 機動戦士ガンダムUC episode 1 ユニコーンの日               | MOBILE SUIT GUNDAM UNICORN episode 1 DAY OF THE UNICORN                 | 2010年の作品 58分の作品 | 日本   |              |
| 機動戦士ガンダムUC episode 2 赤い彗星                     | MOBILE SUIT GUNDAM UNICORN episode 2 THE SECOND COMING OF CHAR          | 2010年の作品 59分の作品 | 日本   |              |
| 機動戦士ガンダムUC episode 3 ラプラスの亡霊               | MOBILE SUIT GUNDAM UNICORN episode 3 THE GHOST OF LAPLACE               | 2011年の作品 53分の作品 | 日本   |              |
| 機動戦士ガンダムUC episode 4 重力の井戸の底で             | MOBILE SUIT GUNDAM UNICORN episode 4 AT THE BOTTOM OF THE GRAVITY WELL  | 2011年の作品 59分の作品 | 日本   |              |
| 機動戦士ガンダムUC episode 5 黒いユニコーン               | MOBILE SUIT GUNDAM UNICORN episode 5 BLACK UNICORN                      | 2012年の作品 53分の作品 | 日本   |              |
| 機動戦士ガンダムUC episode 6 宇宙（そら）と地球（ほし）と | MOBILE SUIT GUNDAM UNICORN episode 6 TWO WORLDS, TWO TOMORROWS          | 2013年の作品 59分の作品 | 日本   |              |
| 機動戦士ガンダムUC episode 7 虹の彼方に                   | MOBILE SUIT GUNDAM UNICORN episode 7 OVER THE RAINBOW MX4D Screening    | 2014年の作品 MX4Dにて上映 | 日本   |              |
| 機動戦士ガンダム 第08MS小隊 ミラーズ・リポート            | MOBILE SUIT GUNDAM: THE 08TH MS TEAM MILLER'S REPORT                    | 1998年の作品 50分の作品 | 日本   |              |
| 新機動戦記ガンダムW Endless Waltz 特別篇                  | NEW MOBILE REPORT GUNDAM WING ENDLESS WALTZ SPECIAL EDITION             | 『新機動戦記ガンダムW Endless Waltz 特別篇』（1998年/90分）、 『GUNDAM EVOLVE../7 XXXG-00W0 WING GUNDAM ZERO』（8分）を併せて上映 | 日本   |              |
| GUNDAM EVOLVE../7 XXXG-00W0 WING GUNDAM ZERO              | GUNDAM EVOLVE../7 XXXG-00W0 WING GUNDAM ZERO                            | 『新機動戦記ガンダムW Endless Waltz 特別篇』（1998年/90分）、 『GUNDAM EVOLVE../7 XXXG-00W0 WING GUNDAM ZERO』（8分）を併せて上映 | 日本   |              |
| 機動戦士ガンダム00 -A wakening of the Trailblazer-        | MOBILE SUIT GUNDAM 00 THE MOVIE -A WAKENING OF THE TRAILBLAZER-         | 2010年の作品 | 日本   |              |

### 生誕100年 オーソン・ウェルズ - 天才の発見
| 上映題 （劇場公開題・DVD題）                          | 英語題 （原題）                                       | 監督                                        | 製作国                         | 備考                                          |
| ----------------------------------------------------- | ----------------------------------------------------- | ------------------------------------------- | ------------------------------ | --------------------------------------------- |
| ディス・イズ・オーソン・ウェルズ                      | This Is Orson Welles                                  | クララ・クペルベルグ ジュリア・クペルベルグ | フランス                       | 2015年の作品 52分の作品                       |
| 映像の魔術師 オーソン・ウェルズ                       | Magician: The Astonishing Life & Work of Orson Welles | チャック・ワークマン                        | アメリカ合衆国                 | 2014年の作品                                  |
| 不滅の物語                                            | The Immortal Story (Une histoire immortelle )         | オーソン・ウェルズ                          | フランス                       | 1968年の作品 英語オリジナル版での上映         |
| 上海から来た女                                        | The Lady from Shanghai                                | オーソン・ウェルズ                          | アメリカ合衆国                 | 1947年の作品 復元版での上映                   |
| 第三の男                                              | The Third Man                                         | キャロル・リード                            | イギリス                       | 1949年の作品                                  |
| Mr.アーカディン （秘められた過去）                    | Mr. Arkadin/Confidential Report                       | オーソン・ウェルズ                          | フランス · スペイン · スイス   | 1955年の作品 2006年に再構成された最長版を上映 |
| 審判                                                  | The Trial                                             | オーソン・ウェルズ                          | フランス · 西ドイツ · イタリア | 1962年の作品 復元版での上映                   |
| フォルスタッフ （オーソン・ウェルズのフォルスタッフ） | Falstaff (Chimes at Midnight)                         | オーソン・ウェルズ                          | スペイン · スイス              | 1965年の作品 復元版での上映                   |
| フェイク                                              | F for Fake                                            | オーソン・ウェルズ                          | フランス · イラン · 西ドイツ   | 1973年の作品                                  |
| 未知のウェルズ1                                       | The Unknown Welles 1                                  |                                             |                                | 未完成作品の素材映像の上映など                |
| 未知のウェルズ2                                       | The Unknown Welles 2                                  |                                             |                                | 未完成作品の素材映像の上映など                |

### 日本のいちばん怖い夜〜Jホラー降臨
| 日本語題    | 英語題        | 監督     | 製作国 | 備考 |
| ----------- | ------------- | -------- | ------ | --- |
| 劇場霊      | Ghost Theater | 中田秀夫 | 日本   | 『劇場霊』（2015年/99分/ジャパンプレミア上映）・『女優霊』（1996年/76分） 『CURE キュア』（1997年/111分）・『呪怨』（2002年/92分） 4作併せてオールナイト上映 一夜限りの“お化け屋敷”体験つき |
| 女優霊      | Don't Look Up | 中田秀夫 | 日本   | 『劇場霊』（2015年/99分/ジャパンプレミア上映）・『女優霊』（1996年/76分） 『CURE キュア』（1997年/111分）・『呪怨』（2002年/92分） 4作併せてオールナイト上映 一夜限りの“お化け屋敷”体験つき |
| CURE キュア | Cure          | 黒沢清   | 日本   | 『劇場霊』（2015年/99分/ジャパンプレミア上映）・『女優霊』（1996年/76分） 『CURE キュア』（1997年/111分）・『呪怨』（2002年/92分） 4作併せてオールナイト上映 一夜限りの“お化け屋敷”体験つき |
| 呪怨 劇場版 | Ju-on         | 清水崇   | 日本   | 『劇場霊』（2015年/99分/ジャパンプレミア上映）・『女優霊』（1996年/76分） 『CURE キュア』（1997年/111分）・『呪怨』（2002年/92分） 4作併せてオールナイト上映 一夜限りの“お化け屋敷”体験つき |

## 共催／提携企画

### PFFアワード2015グランプリ受賞作品上映
| 日本語題 | 英語題 | 監督     | 製作国 | 備考                                                                                 |
| -------- | ------ | -------- | ------ | ------------------------------------------------------------------------------------ |
| あるみち | A Road | 杉本大地 | 日本   | ぴあフィルムフェスティバル (PFF) との提携企画 第37回PFFアワード2015 グランプリ受賞作 |

### 「SKIPシティ国際Dシネマ映画祭2015」作品上映
| 日本語題 | 英語題           | 監督     | 製作国 | 備考                                                                                               |
| -------- | ---------------- | -------- | ------ | -------------------------------------------------------------------------------------------------- |
| 鉄の子   | Children of Iron | 福山功起 | 日本   | SKIPシティ国際Dシネマ映画祭との提携企画 第12回SKIPシティ国際Dシネマ映画祭2015 オープニング上映作品 |

### みなと上映会
| 上映題 （劇場公開題・DVD題）                        | 英語題 （原題）                                     | 監督                                                                                | 製作国                                              | 備考 |
| みなと上映会 Aプログラム Minato Screening Program A | みなと上映会 Aプログラム Minato Screening Program A | みなと上映会 Aプログラム Minato Screening Program A                                 | みなと上映会 Aプログラム Minato Screening Program A | みなと上映会 Aプログラム Minato Screening Program A |
| --------------------------------------------------- | --------------------------------------------------- | ----------------------------------------------------------------------------------- | --------------------------------------------------- | --- |
| しまうま                                            | ANIMANIMALS                                         | ユリア・オッカー                                                                    | ドイツ                                              | 『しまうま』（2015年/4分） 『しまじろうのわお!』（2015年/8分） 『ウブロじいさんといぬ』（2013年/12分） 『きかんしゃトーマス』（7分） 『ひつじのショーン』（7分） 『ウサギのてんこうせい』（2015年/6分） 6作併せて上映 |
| しまじろうのわお!                                   | Shimajiro: A World of WOW!                          | 川又浩                                                                              | 日本                                                | 『しまうま』（2015年/4分） 『しまじろうのわお!』（2015年/8分） 『ウブロじいさんといぬ』（2013年/12分） 『きかんしゃトーマス』（7分） 『ひつじのショーン』（7分） 『ウサギのてんこうせい』（2015年/6分） 6作併せて上映 |
| ウブロじいさんといぬ                                | Mr Hublot                                           | ロレント・ヴィッツ                                                                  | ルクセンブルク                                      | 『しまうま』（2015年/4分） 『しまじろうのわお!』（2015年/8分） 『ウブロじいさんといぬ』（2013年/12分） 『きかんしゃトーマス』（7分） 『ひつじのショーン』（7分） 『ウサギのてんこうせい』（2015年/6分） 6作併せて上映 |
| きかんしゃトーマス                                  | Thomas & Friends                                    |                                                                                     | イギリス                                            | 『しまうま』（2015年/4分） 『しまじろうのわお!』（2015年/8分） 『ウブロじいさんといぬ』（2013年/12分） 『きかんしゃトーマス』（7分） 『ひつじのショーン』（7分） 『ウサギのてんこうせい』（2015年/6分） 6作併せて上映 |
| ひつじのショーン                                    | Shaun the Sheep                                     | リチャード・スターザック                                                            | イギリス                                            | 『しまうま』（2015年/4分） 『しまじろうのわお!』（2015年/8分） 『ウブロじいさんといぬ』（2013年/12分） 『きかんしゃトーマス』（7分） 『ひつじのショーン』（7分） 『ウサギのてんこうせい』（2015年/6分） 6作併せて上映 |
| ウサギのてんこうせい                                | Bunny New Girl                                      | ナタリー・ヴァンデン＝ダンゲン                                                      | オーストラリア                                      | 『しまうま』（2015年/4分） 『しまじろうのわお!』（2015年/8分） 『ウブロじいさんといぬ』（2013年/12分） 『きかんしゃトーマス』（7分） 『ひつじのショーン』（7分） 『ウサギのてんこうせい』（2015年/6分） 6作併せて上映 |
| みなと上映会 Bプログラム Minato Screening Program B |                                                     |                                                                                     |                                                     | |
| リフレクション                                      | Reflections                                         | ボスマット・アガヨフ アロン・ズィヴ                                                 | イスラエル                                          | 『リフレクション』（2013年/6分） 『たびするおウチ』（2013年/10分） 『ひつじのショーン』（7分） 『ブーガルーとグレアム〜2ひきのニワトリ〜』（2014年/14分） 『アイスクリーム』（2014年/16分） 5作併せて上映             |
| たびするおウチ                                      | Home Sweet Home                                     | ピエール・クレネト アレハンドロ・ディアズ ロメイン・メズヴェト パコラ・ステファンヌ | フランス                                            | 『リフレクション』（2013年/6分） 『たびするおウチ』（2013年/10分） 『ひつじのショーン』（7分） 『ブーガルーとグレアム〜2ひきのニワトリ〜』（2014年/14分） 『アイスクリーム』（2014年/16分） 5作併せて上映             |
| ひつじのショーン                                    | Shaun the Sheep                                     | リチャード・スターザック                                                            | イギリス                                            | 『リフレクション』（2013年/6分） 『たびするおウチ』（2013年/10分） 『ひつじのショーン』（7分） 『ブーガルーとグレアム〜2ひきのニワトリ〜』（2014年/14分） 『アイスクリーム』（2014年/16分） 5作併せて上映             |
| ブーガルーとグレアム〜2ひきのニワトリ〜             | Boogaloo and Graham                                 | マイケル・レノックス                                                                | イギリス                                            | 『リフレクション』（2013年/6分） 『たびするおウチ』（2013年/10分） 『ひつじのショーン』（7分） 『ブーガルーとグレアム〜2ひきのニワトリ〜』（2014年/14分） 『アイスクリーム』（2014年/16分） 5作併せて上映             |
| アイスクリーム                                      | Ice Cream                                           | セルハット・カラアスラン                                                            | トルコ                                              | 『リフレクション』（2013年/6分） 『たびするおウチ』（2013年/10分） 『ひつじのショーン』（7分） 『ブーガルーとグレアム〜2ひきのニワトリ〜』（2014年/14分） 『アイスクリーム』（2014年/16分） 5作併せて上映             |
| みなと上映会 Cプログラム Minato Screening Program C |                                                     |                                                                                     |                                                     | |
| しあわせなアヒルの子                                | (Les Oiseaux de Passage )                           | オリヴィエ・ランジェ                                                                | ベルギー · フランス                                 | |

### 第12回文化庁映画週間
| 日本語題                                     | 英語題                                                           | 監督       | 製作国 | 備考                                                                     |
| -------------------------------------------- | ---------------------------------------------------------------- | ---------- | ------ | ------------------------------------------------------------------------ |
| 「生命の誕生」〜絶滅危惧種日本メダカの発生〜 | The Birth of Life, Creation of the Endangered Japanese Killifish | 豊岡定夫   | 日本   | 13分の作品 文化記録映画優秀賞 受賞作品 招待制での上映                    |
| 抱擁                                         | Walking with My Mother                                           | 坂口香津美 | 日本   | 2015年4月25日に日本で劇場公開 文化記録映画優秀賞 受賞作品 招待制での上映 |
| 未来をなぞる 写真家・畠山直哉                | Tracing the Future                                               | 畠山容平   | 日本   | 2015年8月15日に日本で劇場公開 文化記録映画優秀賞 受賞作品 招待制での上映 |

### 日本映画監督協会新人賞 受賞作品上映
| 日本語題         | 英語題  | 監督     | 製作国 | 備考 |
| ---------------- | ------- | -------- | ------ | --- |
| ぼんとリンちゃん | BON LIN | 小林啓一 | 日本   | 2013年の作品 2014年9月20日に日本で劇場公開 日本映画監督協会との提携企画 第55回日本映画監督協会新人賞受賞作品 上映終了後にシンポジウムあり |

### その他
- 映画の未来〜バリアフリーから広がる新しい観客との出会い
- 第5回日本学生映画祭
- MPAセミナー／アニメーションと実写：方向性は異なるか？
- MPA/DHUフィルムワークショップ
- WOWOW映画工房200回記念 みんなで選ぶこの1本 
  - 有料放送局WOWOWの映画情報番組「映画工房」の放送200回記念企画
  - 斎藤工選『ドライヴ』、板谷由夏選『こわれゆく女』、番組視聴者投票選『チョコレートドーナツ』をオールナイト上映など
- スターチャンネル×スカパー！映画部 『シェーン』デジタルリマスター版日本初上映
- 独立映画鍋セミナー／日本映画の海外販路拡大戦略
- ショートショート フィルムフェスティバル & アジア
- 2015東京・中国映画週間
- コリアン・シネマ・ウィーク 2015
- 第12回ラテンビート映画祭
- 第9回 田辺・弁慶映画祭
- ポーランド映画祭2015
- アラン・ドロン特集 唯一無二、そしてその分身

## 受賞結果
コンペティション
- 東京 グランプリ： 『ニーゼ』 (監督：ホベルト・ベリネール)
- 審査員特別賞： 『スリー・オブ・アス』 (監督：ケイロン)
- 最優秀監督賞： ムスタファ・カラ (『カランダールの雪』)
- 最優秀女優賞： グロリア・ピレス (『ニーゼ』)
- 最優秀男優賞： ローランド・ムーラー & ルイス・ホフマン (『地雷と少年兵』)
- 最優秀芸術貢献賞： 『家族の映画』 (監督：オルモ・オメルズ)
- 観客賞： 『神様の思し召し』 (監督：エドアルド・ファルコーネ)
- WOWOW賞： 『カランダールの雪』 (監督：ムスタファ・カラ)

アジアの未来
- 最優秀アジア映画賞： 『孤島の葬列』 (監督：ピムパカー・トーウィラ)
- 国際交流基金アジアセンター特別賞： デグナー (『告別』監督)

日本映画スプラッシュ
- 日本映画スプラッシュ作品賞： 『ケンとカズ』 (監督：小路紘史)

“SAMURAI（サムライ）”賞
- 第2回“SAMURAI（サムライ）”賞
  - 山田洋次
  - ジョン・ウー

“ARIGATŌ（ありがとう）”賞
- 樹木希林
- 日野晃博
- 広瀬すず
- 細田守
- リリー・フランキー

## 審査員

### コンペティション
- 審査委員長
  - ブライアン・シンガー (映画監督／脚本家／プロデューサー)
- 審査員
  - トラン・アン・ユン (映画監督)
  - ベント・ハーメル (映画監督／脚本家／プロデューサー)
  - ナンサン・シー (プロデューサー)
  - スサンネ・ビア (脚本家／映画監督)
  - 大森一樹 (映画監督／脚本家)

### アジアの未来
- ジェイコブ・ウォン (香港国際映画祭キュレーター)
- オリヴィエ・ペール (アルテ・フランス・シネマ (エグゼクティブ・ディレクター) ／アルテ・フランス (アクイジション担当ディレクター) )
- 大森立嗣 (映画監督)

### 国際交流基金アジアセンター特別賞
- 佐藤忠男 (日本映画大学学長／映画評論家)
- 松本正道 (シネマテーク・ディレクター)
- 安藤裕康 (国際交流基金 理事長)

### 日本映画スプラッシュ
- マーク・ペランソン (ロカルノ国際映画祭プログラマー)
- ジーン・ホアン (Core Cultural Management 代表／アーバン・ノマド映画祭 オーガナイザー)
- 渡辺真起子 (俳優)